# Гуріненко Микита Трохимович
Мики́та Трохи́мович Гуріне́нко (нар. 2 (15) квітня 1916, Леськи — 28 квітня 1944) — Герой Радянського Союзу, в роки радянсько-німецької війни кулеметник 859-го стрілецького полку (294-я стрілецька дивізія, 52-а армія, 2-й Український фронт), червоноармієць.

## Біографія
Народився 2 (15 квітня) 1916 року в селі Леськах Черкаського повіту Київської губернії (тепер Черкаського району Черкаської області) в сім'ї селянина. Освіта неповна середня. Українець. Працював у колгоспі.
У Червоній Армії з 1943 року. На фронті з березня 1943 року.
У квітні 1944 року одним з перших в підрозділі подолав річку Прут біля села Петрешти (Унгенський район Молдови). Вогнем свого кулемета забезпечував форсування річки передовими підрозділами батальйону. У бою за висоту біля села Котунов-Іван (12 кілометрів на північ від міста Ясси, Румунія) придушив три кулемети противника, давши можливість стрілецьким підрозділам зробити кидок, оволодіти висотою і закріпитися на ній.
Загинув 28 квітня 1944 року. Похований у селі Диробець Яського повіту (Румунія).

## Нагороди, пам'ять

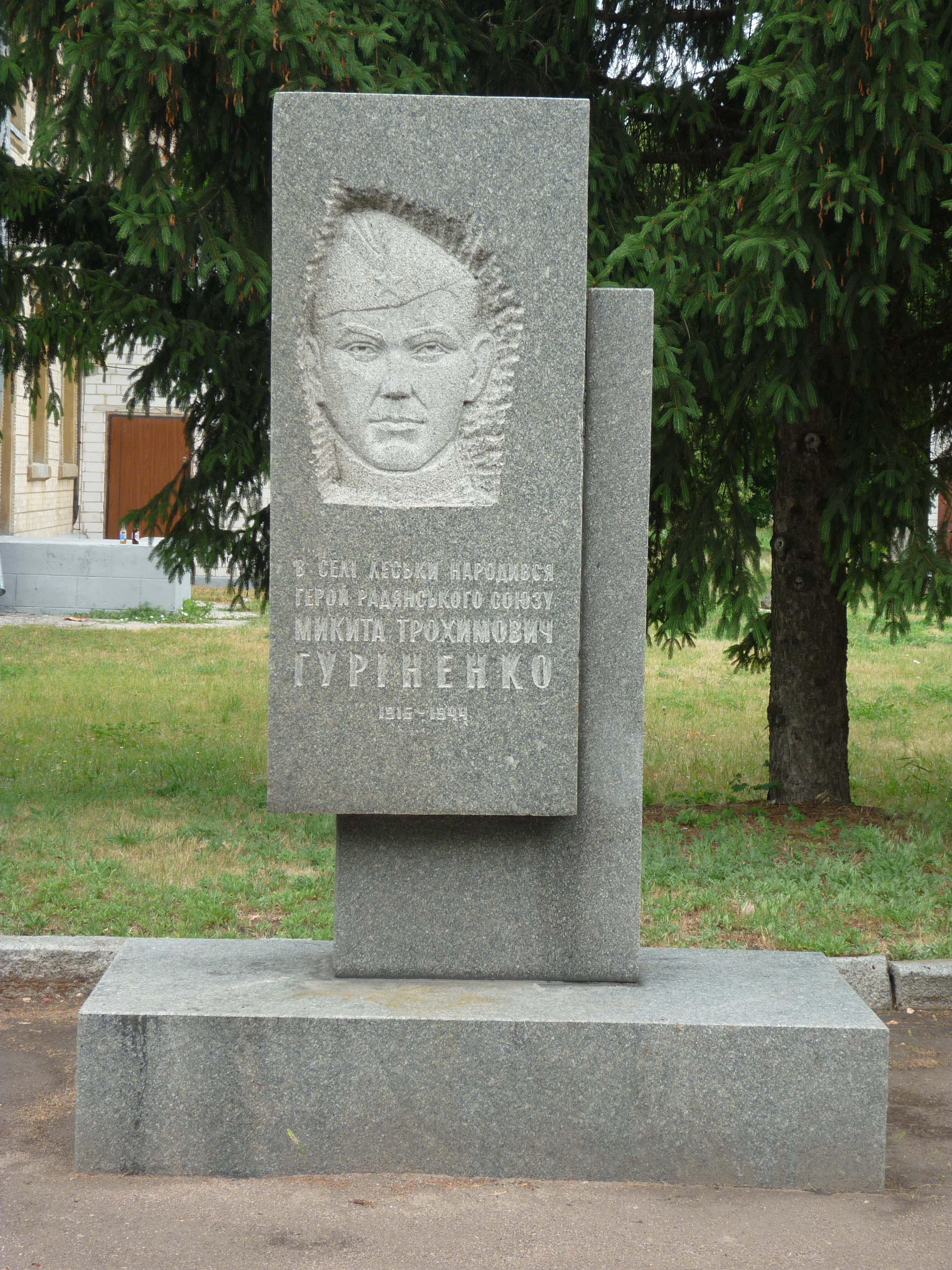
Пам'ятник Микиті Гуріненку

Указом Президії Верховної Ради СРСР від 13 вересня 1944 року за мужність, відвагу і героїзм, проявлені в боротьбі з німецько-фашистськими загарбниками, червоноармійцеві Гуріненку Микиті Трохимовичу посмертно присвоєно звання Героя Радянського Союзу. Нагороджений орденом Леніна. 
Ім'ям Героя названі вулиця і середня школа в рідному селі, там же встановлений обеліск.